# Panthea virginaria
Panthea virginaria är en fjärilsart som beskrevs av Augustus Radcliffe Grote 1880. Panthea virginaria ingår i släktet Panthea och familjen Pantheidae. Inga underarter finns listade i Catalogue of Life.